# Армійський Хрест (1813–1814)

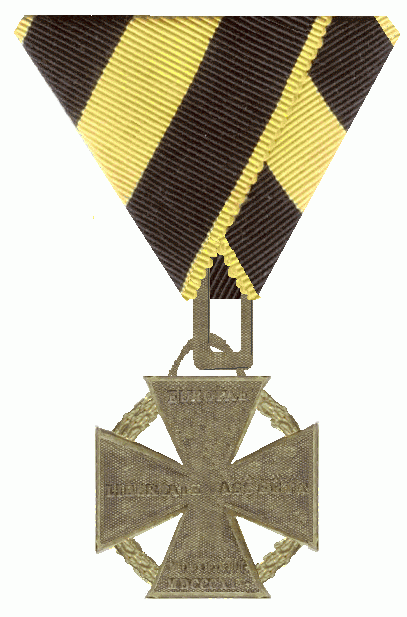
Армійський хрест

Армійський Хрест або Військовий Хрест (нім. Der Armeekreuz für 1813/14) — військова нагорода Австрійської імперії під час Наполеонівських війн 1813–1814 років. Також званий  «Гарматний хрест» або «Канонірський хрест» (Kanonenkreuz). Заснований 13 травня 1814 року указом імператора Австрії Франца II. Нагороду могли отримати всі солдати, які брали участь у війнах Австрії проти імператора Наполеона I.

## Історія
Нагорода була створена для військових за заслуги під час анти-Наполеонівських війн Австрійської імперії.
Відзнака, у формі лицарського хреста, із чорненої бронзи; розмір 27 × 27 мм, між гербами — дубовий вінок (символ військової звитяги). На лицьовій стороні розміщено напис «GRATI PRINCEPS ET PATRIA FRANC · IMP · AUG» (вдячний князь та батьківщина. Франц імп Австрії). На реверсі розміщено напис «EUROPAE LIBERTATE ASSERTA MDCCCXIII/MDCCCXIV» (принесення свободи Європі 1813–1814). Стрічка хреста шириною 38 мм, чорна з широкими жовтими краями, шириною 13 мм кожна (великий золотий ступінь мав стрічку шириною 43 мм із смугами по 15 мм).
Бронза, з якої були виготовлені хрести, була отримана від переплавки гармат, захоплених у французів – звідси й назва ордену. Хрестова стрічка була шириною 38 мм, жовтого кольору з широкими чорними краями, шириною 13 мм.
Унікальний, спеціально виготовлений позолочений варіант хреста отримав маршал Карл Пилип Шварценберг.
Загалом відзнаки отримали приблизно 90-100 тисяч військових. Його цивільним еквівалентом став Хрест Пошани заснований роком пізніше. Вигляд нагороди послужив зразком для створення Карлового військового хреста від 1916 році.